# Историко-бытовой отдел Русского музея
Историко-бытовой отдел Государственного Русского Музея (ИБО ГРМ) (1918—1934) — подразделение Русского музея, сыгравшее в 1920-е годы важную роль в сохранении памятников культуры из национализированных художественных собраний Петрограда-Ленинграда.

## История и коллекции
В 1918 году в связи с советской реструктуризаций Русского музея, помимо уже существующих Художественного и Этнографического отделов, был создан Историко-бытовой отдел, который был призван сохранять и актуализировать историю быта различных сословий. Он заменил Отдел Памяти императора Александра III (уничтоженный в 1917 году), из которого в него была переведена значительная часть экспонатов.
В период своего комплектования отдел находился во флигеле Росси Русского музея, а в 1923 году ввиду недостатка помещений был перемещен в особняк Бобринских на Красной (ныне Галерной) улице. В этом же году там были открыты две отчетные выставки новых поступлений — «Фарфор в русском быту» и «Бисер в русском быту», где предметы были представлены не по хронологии или художественной ценности, а так называемыми типологическими комплексами.
После разрушительного наводнения 1924 года первый этаж особняка пришел в негодность вместе с коллекцией фарфора конца XIX века, книгами, костюмами, мебелью, а также учетно-хранительской документацией.
В 1925 году в особняке Бобринских началась работа над масштабной экспозицией «Быт труда и капитала накануне революции», в рамках которой были открыта выставка «Купеческий бытовой портрет и материалы по купеческому быту XVIII—XX вв.». Она была построена по хронологическому принципу, однако экспозиция портрета была значительно дополнена бытовыми предметами, окружавшими купечество в тот или иной исторический период: мебелью, одеждой, которые теперь могли рассматриваться в качестве исторического источника. На выставке были представлены две реконструкции купеческого парадного интерьера (XVIII века — выполненная Н. Е. Лансере и 1840—1850-х гг. — М. В. Фармаковским).
К середине 1925 года, в связи с тотальным уничтожением музеев быта по всей стране, были закрыты самостоятельные музеи и в состав Отдела вошли в качестве филиалов: дворец Петра I в Летнем саду, Меншиковский дворец, а также Фонтанный дом Шереметевых.
С передачей Фонтанного дома в ИБО постепенно изменилась концепция всей работы, которая теперь диктовалась сверху. Приоритетными становятся социологический и классово-экономический подход к изучению прошлого. Изменение политической коньюктуры сделало невозможным разговор о дворянском быте, в связи с чем Историко-бытовым отделом была начала работа по реэкспозиции Шереметевского дворца в духе противоставления крепостнического дворянства и высокой культуры крепостных мастеров.
В начале 1927 г. в садовом флигеле Фонтанного дома была устроена выставка «Труд и быт крепостных XVIII—XX вв.» (ок. 2000 экспонатов), куда вошли вещи из Шереметевского и Юсуповского дворцов.
Тем не менее выставки, создаваемые ИБО, регулярно подверглась критике в идеализации буржуазного класса и недостаточности политико-просветительской миссии экспозиций.
Не имея финансовой возможности устранить последствия наводнения, Историко-бытовой отдел был вынужден к 1928 году уступить особняк Бобринских Центральному географическому музею, по официальной версии ввиду самых низких за 5 лет показателей посещаемости.
В 1930 году отказ ИБО проводить реэкспозицию послужил формальной причиной к ликвидации Фонтанного дома как музея быта. Как и в многочисленных случаях других музеев быта при этом здания передавались под общественные нужды, наиболее ценные экспонаты перераспределялись между собраниями крупных музеев, а не представляющие интереса — реализовывались через комиссионные магазины.
Последняя крупная выставка Историко-бытового отдела «Быт рабочего класса 1900—1930 гг.» была открыта после переезда в недавно открытый корпус Бенуа. Несмотря на предпринятую попытку отражения современного быта, устроители выставки были вновь обвинены в излишней театрализации, намеренном преувеличении качества рабочего быта в дореволюционный период. В этом же году в выставочном корпусе была развернута переработанная экспозиция «Труд и быт крепостных», располагавшаяся ранее в Фонтанном доме, которая также вызвала волну критики. К концу 1931 года был закончен монтаж первых залов, посвященных истории СССР с XVII столетия. Для оживления выставки широко был использован метод театральной сценографии, что в очередной раз было раскритиковано при общественном просмотре выставки за излишнюю оторванность от марксистской методологии, за несоответствие экономическим формациям, за недостаточно яркое представление революционной борьбы. Выставка была закрыта, а корпус Бенуа передан под художественные выставки.
1 января 1934 года постановлением ВЦИК «О состоянии и задачах музейного строительства в РСФСР» определены перспективы дальнейшего развития музейного дела в стране. С 1934 года меняется отношение как к музеям, так и к исторической науке в целом. История воспринимается в качестве средства идеологической борьбы, а музей, как хранитель наследия прошлого и воспитатель будущих поколений, должен выступать наглядным примером данной борьбы. В связи с этим, начинается переосмысление и последующие реэкспозиции центральных музеев страны.
15 мая 1934 года Историко-бытовой отдел как целостное подразделение передается Государственному музею революции, располагавшему в ряде помещений Зимнего дворца, предпогалалось развернуть полноценную экспозицию, а впоследствии стать основой для создания Ленинградского исторического музея.
Коллекции Отдела были перевезены в Зимний дворец, часть оставалась в Русском музее: в нижнем этаже здания на канале Грибоедова и в храме Спаса на Крови, где неоднократно повергались хищениям через подвал, несмотря на выставленную охрану. К этому времени коллекция насчитывала около 200 тысяч единиц хранения. В 1935 году под предлогом того, что разнообразные фонды отдела не соответствуют профилю музея, предпринимались попытки разделить собрание отдела между пригородными музеями и частично реализовать через Госфонд. Сотрудники ИБО, обеспокоенные таким положением дел, обратились к А. А. Жданову, первому секретарю Ленинградского обкома и горкома ВКП(б), чтобы пресечь разделение коллекции среди музеев города, в связи с чем постановлением от 1 апреля 1937 года Историко-бытовой отдел был передан в ведение Государственного музея этнографии народов СССР и получил новое название Исторического отдела.
В конце 1938 года было получено здание бывшего костела Святой Екатерины на Невском проспекте для хранения в нем фондов отдела.
Вопрос о вхождении Историко-бытового отдела, перемещавшегося между различными музеями, «не соответствуя профилю ни одного из них», вновь был поднят в начале 1941 года. Благодаря ходатайству директора Государственного Эрмитажа И. А. Орбели, отдел был частично передан Эрмитажу и лег в основу Отдела истории русской культуры, созданного 16 апреля 1941 года.

## Основые публикации отдела
- Историко-бытовой отдел Русского музея. Старинная усадьба. Русский фарфор. Л.: Брокгауз-Ефрон, 1924.
- Записки Историко-бытового отдела Государственного Русского музея. Т. 1. Л.: Изд-во Гос. Рус. музея, 1928. 344 с.[5]
- Фармаковский М. В. Техника экспозиции в историко-бытовых музеях. Л.: Изд-во Гос. Рус. музея, 1928. 81 с.
- Купеческий быт XVIII—XX вв. Краткий путеводитель по выставке. Л.: Изд-во Гос. Рус. музея, 1930. 8 с.